# أولاد عامر (إقليم سطات)
أولاد عامر هي قرية في إقليم سطات ضمن جهة الشاوية ورديغة بالغرب المغربي. كان مجموع عدد سكان الجماعة القروية أولاد عامر 5.779 نسمة.(تعداد السكان الرسمي 2004)